# NGC 4564
NGC 4564 (również PGC 42051 lub UGC 7773) – galaktyka eliptyczna (E), znajdująca się w gwiazdozbiorze Panny. Odkrył ją William Herschel 15 marca 1784 roku. Należy do gromady w Pannie.
W galaktyce tej zaobserwowano supernową SN 1961H.